# 斗湖機場
斗湖机场是马来西亚沙巴州城市斗湖的机场。机场离市区约23公里，主要服务斗湖及周边地区，是继亚庇国际机场的沙巴第二繁忙机场。该机场跑道长2682米、宽60米。该机场在2014年服务100万名乘客。该机场是在2001年向公众开放，2003年由时任交通部长林良实正式主持启用，旧机场位于斗湖市区。机场位于斗湖东部地区，跑道可供空客A320和波音737着陆。

## 航点
| 航空公司                                | 目的地                          |
| --------------------------------------- | ------------------------------- |
| 亚洲航空                                | 新山、亚庇、吉隆坡              |
| 马来西亚航空                            | 亚庇、吉隆坡                    |
| 馬來西亞航空 （由馬來西亞之翼航空營運） | 亚庇、山打根、打拉根            |
| 飛螢航空                                | 国内线：亚庇 国际线：南京、澳門 |

## 新闻观点
马来西亚沙巴旅游文化环境局部长Datuk Jafry Ariffin曾在拜访新加坡国家发展部兼外交部高级政务部长沈颖时，提出新加坡直飞沙巴东海岸的两个机场：斗湖与山打根。沈颖也同意会向数家新加坡的航空公司提出这项建议。